# Pinaroloxias inornata
Il fringuello di Cocos (Pinaroloxias inornata Gould, 1843) è un uccello della famiglia Thraupidae, endemico dell'isola Cocos, approssimativamente 360 miglia a sud della Costa Rica. È l'unica specie del genere Pinaroloxias.

## Descrizione
Lungo 12 cm. Presenta dimorfismo sessuale: il maschio è nero mentre la femmina è marrone chiaro sulla pancia e marrone scuro tendente al nero sulla schiena. Il giovane tende a essere giallo sulla pancia invece che marrone.
La riproduzione avviene tra gennaio e maggio.

## Distribuzione e habitat
È una specie per lo più poco specializzata che cerca di vivere in ogni habitat dell'isola, sia nei boschetti costieri di Hibiscus, che nei terreni coltivati che nella foresta.

L'introduzione sull'isola del ratto e del maiale non sembra aver disturbato la specie.

Si stima che sull'isola vivano 10.000-20.000 esemplari.